# تشارلز ويليام والاس
تشارلز ويليام والاس (بالإنجليزية: Charles William Wallace)‏ هو صحفي أمريكي، ولد في 6 فبراير 1865، وتوفي في 7 أغسطس 1932.